# کلارنس برتون
کلارنس برتون (انگلیسی: Clarence Burton؛ ‏ ۱۰ مارس ۱۸۸۲ – ۲ دسامبر ۱۹۳۳) بازیگر اهل ایالات متحده آمریکا بود.

## گزیدهٔ فیلم‌شناسی
- گرگینه
- مرد و زن
- مشتاق ازدواج
- نویگی‌تر
- ده فرمان
- دینامیت
- ایستادگی و رهایی
- قتل شبه‌عمد
- شاهنشاه
- زیردریایی
- دلبر و دغل
- دنده آدام
- شیکاگو